# Panika w Roku Zerowym
Panika w Roku Zerowym (ang. Panic in Year Zero!) – amerykański film fantastycznonaukowy z 1962 roku w reżyserii Raya Millanda. Jeden z czołowych reprezentantów nurtu kina postapokaliptycznego.

## Fabuła
Stany Zjednoczone połowy XX w. Czteroosobowa rodzina Baldwinów wyjeżdża na weekend. Tuż po wyjeździe są świadkami odległego wybuchu atomowego i z radia dowiadują się, że doszło do wojny jądrowej. Wszyscy czworo próbują odnaleźć się w postapokaliptycznej rzeczywistości. Zdając sobie sprawę z nowych warunków, niejednokrotnie muszą działać niekonwencjonalnie, jednak ani na moment nie zatracają poczucia więzi rodzinnej.

## Obsada
- Ray Milland – Harry Baldwin
- Jean Hagen – Ann Baldwin
- Frankie Avalon – Rick Baldwin
- Mary Mitchel – Karen Baldwin
- Joan Freeman – Marilyn Hayes
- Richard Bakalyan – Carl
- Rex Holman – Mickey
- Richard Garland - Johnson
- Willis Bouchey – dr Powell Strong
- Neil Nephew – Andy
- O.Z. Whitehead – Hogan
- Russ Bender – Harkness
- Shary Marshall – Bobbie Johnson
- Byron Morrow – uciekinier
- Hugh Sanders – uciekinier

i inni.

## Odbiór
Obraz zyskał sobie uznanie krytyków jako "poważny, otrzeźwiający i wciągający film". Po kilkudziesięciu latach od premiery, z racji jego kolejnych edycji na nośnikach typu: VHS, DVD, Blu-ray również zyskiwał sobie pozytywne recenzje. Podkreślano jego aktualność po mimo upływu czasu i nowatorskość ("podręcznik postatomowego survivalu") oraz po mimo pewnych niedociągnięć w scenariuszu i niedoskonałości oprawy muzycznej jego realizm. Zwracano uwagę na niezamierzoną przez twórców aktualność filmu w roku premiery – 1962 był to czas kiedy świat za sprawą kryzysu kubańskiego stanął na krawędzi wojny jądrowej i mógł być on rzeczywiście "rokiem zerowym". Zaledwie trzy miesiące po premierze filmu, w październiku 1962 doradca ds. bezpieczeństwa narodowego McGeorge Bundy przedstawił prezydentowi Kennedy'emu zdjęcia CIA, które ujawniały radzieckie pociski balistyczne na Kubie.

W cyklu katastroficznych filmów ukazujących świat po zagładzie atomowej – ten tani i pospiesznie zrealizowany obraz zajmuje miejsce szczególne. Nie jest to bowiem parabola, ale rodzaj amerykańskiego instruktażu na temat tego, jak powinien zachować się człowiek, aby przeżyć w warunkach chaosu, który musi ogarnąć świat. Pesymistyczna, wywodząca się z nastroju "zimnej wojny" teza filmu brzmi, iż człowiekowi pozostanie tylko bezwzględność i cynizm.